# Musée National du Burkina Faso

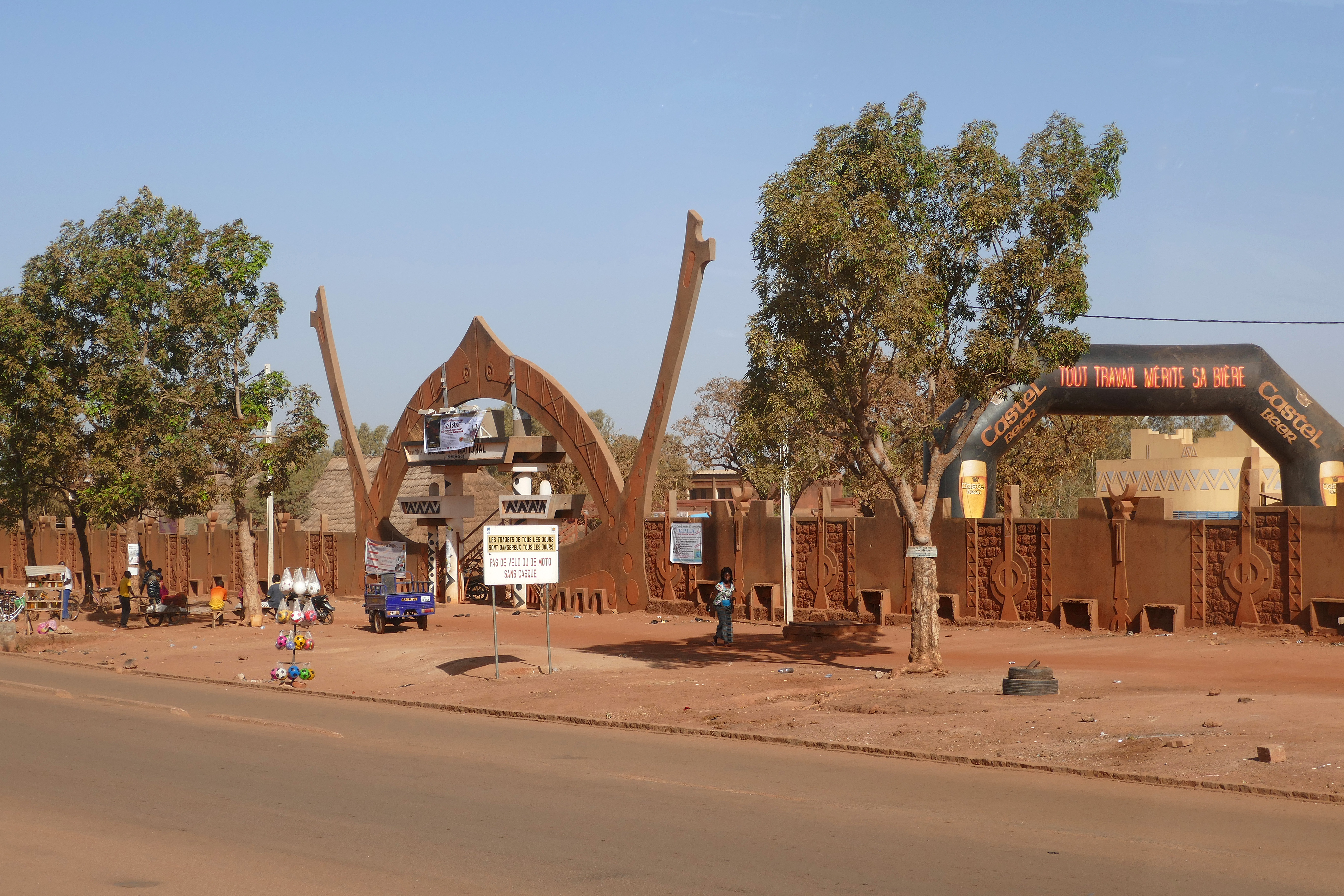
Musée National du Burkina Faso (2017)

Das Musée National du Burkina Faso ist ein nationales Museum in Ouagadougou, der Hauptstadt des westafrikanischen Staates Burkina Faso.
Das Nationalmuseum wurde 1962 als Institution gegründet, doch wurde erst im Jahr 2000 mit dem Bau eines Gebäudes begonnen. Zuvor wurden die Sammlungen an verschiedenen Orten der Stadt präsentiert. Das neue Gebäude wurde 2004 eingeweiht und befindet sich im Stadtviertel Dassasgho zwischen der Avenue Charles-de-Gaulle und der Avenue du Musée-National. Generaldirektorin ist Alimata Tanly Sawadogo, Architekt des Gebäudes ist Simon Kafando. 
Das Museum versteht sich als nationales Zentrum für Museologie, das sein Fachwissen in den Bereichen Geschichte, Archäologie, Ethnologie und Kulturwissenschaften mit anderen Museen im In- und Ausland austauscht. Laut seiner Internetseite bestehen die Sammlungen aus mehr als drei Millionen Objekten, Kunstwerken, schriftlichen Dokumenten sowie Ton- und Bildaufnahmen. Mehr als 218.000 Objekte der Sammlung sind über eine Online-Datenbank oder virtuelle Ausstellungen zugänglich. Öffentlich sind vor allem ein großer Ausstellungssaal (La Grande Galerie) sowie ein Saal für indigene Völker des Landes (La Salle des Premiers Peuples). Weiterhin beherbergt das Nationalmuseum auch ein integriertes Museum für Kinder (Musée Burkinabé des enfants), einen Theatersaal mit 500 Plätzen, sowie ein Kino mit 295 Plätzen, einer großen 3D-Leinwand und einer großen Kuppel. Weiterhin verfügt das Museum über ein Verwaltungsgebäude, vier Ausstellungspavillons, eine Bibliothek und ein Empfangsgebäude.